# Valentín Gómez
Diego Valentín Gómez (San Miguel, 26 juni 2003) is een Argentijns voetballer die als verdediger speelt voor Real Betis.

## Clubcarrière
Gómez doorliep de jeugdopleiding van Vélez Sarsfield. Voor die club maakte hij op 25 februari 2022 zijn debuut in het betaald voetbal, in de uitwedstrijd tegen Huracán die met 2-0 verloren ging. Zijn eerste grote succes volgde in het seizoen 2024 toen Vélez Sarsfield zich tot landskampioen van Argentinië wist te kronen.

## Clubstatistieken
| Seizoen                    | Club            | Competitie       | Competitie | Competitie | Beker | Beker | Int. | Int. | Overig | Overig | Totaal | Totaal |
| Seizoen                    | Club            | Competitie       | Wed.       | Dlp.       | Wed.  | Dlp.  | Wed. | Dlp. | Wed.   | Dlp.   | Wed.   | Dlp.   |
| -------------------------- | --------------- | ---------------- | ---------- | ---------- | ----- | ----- | ---- | ---- | ------ | ------ | ------ | ------ |
| 2022                       | Vélez Sarsfield | Primera División | 19         | 1          | 9     | 0     | 10   | 0    | 0      | 0      | 38     | 1      |
| 2023                       | Vélez Sarsfield | Primera División | 15         | 0          | 14    | 1     | 0    | 0    | 0      | 0      | 29     | 1      |
| 2024                       | Vélez Sarsfield | Primera División | 22         | 0          | 20    | 1     | 0    | 0    | 1      | 0      | 43     | 1      |
| 2025                       | Vélez Sarsfield | Primera División | 8          | 0          | 1     | 0     | 5    | 0    | 1      | 0      | 15     | 0      |
| Clubtotaal                 | Clubtotaal      | Clubtotaal       | 61         | 1          | 44    | 2     | 15   | 0    | 2      | 0      | 122    | 3      |
| 2025/26                    | Real Betis      | La Liga          | 0          | 0          | 0     | 0     | 0    | 0    | 0      | 0      | 0      | 0      |
| Clubtotaal                 | Clubtotaal      | Clubtotaal       | 0          | 0          | 0     | 0     | 0    | 0    | 0      | 0      | 0      | 0      |
| Carrièretotaal             | Carrièretotaal  | Carrièretotaal   | 61         | 1          | 44    | 2     | 15   | 0    | 2      | 0      | 122    | 3      |
| Bijgewerkt op 26 juli 2025 |                 |                  |            |            |       |       |      |      |        |        |        |        |

## Erelijst

### Als voetballer
Vélez Sarsfield
Primera División:
- Winnaar (1): 2024